# Această insulă pământească
This Island Earth (1955) este un film SF american regizat de Joseph M. Newman. Se bazează pe romanul cu același nume scris de Raymond F. Jones. În film interpretează actorii Jeff Morrow (extraterestrul Exeter), Faith Domergue (Dr. Ruth Adams) și Rex Reason (Dr. Cal Meacham). Filmul a fost unul dintre primele filme importante science-fiction care au fost produse în Technicolor. În 1996, filmul a fost reeditat și introdus în Mystery Science Theater 3000: The Movie.

## Prezentare
Mai mulți extratereștri vin pe Pământ căutând oamenii de știință care să-i ajute în războiul lor.

## Distribuția
- Jeff Morrow este Exeter
- Faith Domergue este Ruth Adams
- Rex Reason este Cal Meacham
- Lance Fuller este Brack
- Russell Johnson este Steve Carlson
- Douglas Spencer este Monitorul, conducătorul de pe Metaluna
- Robert Nichols este Joe Wilson
- Karl L. Lindt este Dr. Adolph Engelborg
- Robert Williams* este Webb
- Coleman Francis* este omul de la livrări rapide
- Charlotte Lander* este femeia de pe Metaluna din camera de decompresie
- Marc Hamilton* este un locuitor de pe planeta Metaluna
- Orangey* este Neutron, the cat

* Nemenționat.